# 赤瀬とまと
赤瀬とまと（あかせ とまと、11月30日 - ）は、日本の漫画家・イラストレーター。同人活動ではぞらね名義を用いる。

## 概要
読み切り作品『課金魔法少女』が第21回角川漫画新人賞に入賞し、2019年10月26日発売の少年エース12月号に掲載された。
赤瀬とまとがコミカライズを担当する「ひぐらしのなく頃に」新シリーズが2020年10月2日より連載開始された。
TVアニメ「ひぐらしのなく頃に業・卒」のDVD・Blu-ray特典である短編漫画を担当している。

## 主な作品

### 連載
| 作品名                | 巻数  | 連載開始日     | 連載終了日    | 掲載誌         | 備考                       |
| --------------------- | ----- | -------------- | ------------- | -------------- | -------------------------- |
| ひぐらしのなく頃に 業 | 全4巻 | 2020年10月2日  | 2021年9月24日 | ヤングエースUP | -                          |
| ひぐらしのなく頃に 巡 | 全5巻 | 2021年10月15日 | 2024年1月26日 | ヤングエースUP | ストーリー構成：赤瀬とまと |

### 読み切り
- 課金魔法少女（少年エース12月号、2019年10月26日）

### その他
- 魔法のランプから3姉妹の魔神が出てくるお話[3]

### 同人
| 作品名                                          | イベント名           | イベント開催日 |
| ----------------------------------------------- | -------------------- | -------------- |
| すわこさまにれんあいそうだん！                  | 大⑨州東方祭11        | 2014年9月14日  |
| 光華の夢                                        | コミックマーケット92 | 2017年8月11日  |
| イラストリアス プリンツ・オイゲンのお嫁さん性活 | コミックマーケット93 | 2017年12月31日 |
| ウチのプリンツ・オイゲンが小さくなっている…!?   | コミックマーケット94 | 2018年8月12日  |